# Repubblica Genovese
La Repubblica Genovese fu uno stato sorto nel 1814 in seguito alla caduta di Napoleone Bonaparte. Fu soppresso d'autorità dal Congresso di Vienna.
La sua esistenza fu alquanto effimera, e si concluse, de facto, con il passaggio di consegne per l'annessione al Regno di Sardegna il 4 gennaio del 1815. Nella breve esperienza politica, a ricoprire la carica di presidente del governo provvisorio fu Girolamo Serra.

## Storia
Dopo il crollo dell'impero napoleonico in Francia, tutte le dipendenze conquistate da Napoleone Bonaparte caddero distaccandosi dal governo centrale, una dopo l'altra, passando nelle mani della coalizione antinapoleonica. Il 20 aprile 1814 la città di Genova venne occupata da uno squadrone della marina inglese comandato dall'ammiraglio William Bentinck che, grazie all'aiuto degli stessi genovesi, riuscì a scacciare le forze filo-francesi comandate dal generale Maurizio Ignazio Fresia, barone d'Oglianico. 

Una volta liberata la città, l'ammiraglio Bentinck, contravvenendo alle disposizioni ricevute dal ministro della guerra del suo paese, il 26 aprile proclamò ufficialmente liberata la Liguria, ripristinando le leggi in vigore al 1797, andando quindi a ripristinare un governo repubblicano indipendente all'insegna della teoria della Restaurazione.
Il testo del proclama di Bentinck così citava:
art. 1 Che la costituzione quale esisteva nell'anno 1797, con quelle modificazioni che il voto generale, il pubblico bene e lo spirito dell'originale Costituzione del 1576 sembrano richiedere, è ristabilita;
art. 3 Che un Governo provvisorio consistente in tredici individui, e formato in due Collegi come prima, sarà immediatamente nominato, e durerà in carica sino al 1º Gennaio 1815, quando i due Collegi verranno compiuti nel numero prescritto dalla Costituzione";»
Presidente del governo provvisorio della repubblica genovese venne nominato Girolamo Serra.
Il Congresso di Vienna, ad ogni modo, era ancora nel pieno dei suoi lavori e, all'udire di questa notizia, Vittorio Emanuele I, che da poco era stato anch'egli restaurato sul trono del Regno di Sardegna, fece notare non solo il contributo fornito da sardi e piemontesi alla resistenza anti-napoleonica, ma anche la promessa che le potenze alleate d'Inghilterra e Russia avevano avanzato nei suoi confronti nel 1805, quando gli era stato promesso che, alla cacciata di Napoleone dalla parte continentale del suo regno, sarebbe seguita l'annessione del genovesato ai suoi domini. Lo stesso re di Sardegna anelava al possesso della costa ligure, dal momento che essa era l'unico ostacolo che si frapponeva tra il Piemonte e l'altro suo dominio della Sardegna, oltre al fatto che certamente il possesso del porto di Genova gli avrebbe garantito una grande rilevanza nel commercio mediterraneo, per quanto questo non fosse in quel frangente più rilevante come in passato. Sicuramente il possesso della Liguria avrebbe rappresentato un importante obbiettivo strategico militare ed avrebbe costituito anche per i territori austriaci in Italia un valido "stato cuscinetto" rispetto a future iniziative militari della Francia.
Malgrado i numerosi tentativi dei delegati genovesi al congresso di Vienna per mantenere l'indipendenza del genovesato, la ragione politica si dimostrò prevalente e pertanto il governo provvisorio di Genova, in comune accordo, decise di abbandonare il potere per protesta il 26 dicembre 1814, essendo la maggior parte dei genovesi contraria a perdere la propria secolare indipendenza ancora una volta, per di più a vantaggio del vicino Piemonte, con cui i rapporti non sempre erano stati idilliaci.
Il 7 gennaio 1815 il colonnello inglese John Dalrymple consegna la città ed il territorio di Genova nelle mani del nuovo governatore sabaudo, il maresciallo Ignazio Thaon di Revel.